# Saint John (circonscription provinciale)
Pour les articles homonymes, voir Saint John.
Ne doit pas être confondu avec Saint John (circonscription fédérale).
Saint John est une des huit circonscriptions électorales provinciales originelles du Nouveau-Brunswick, correspondant au territoire du comté de Saint John. La circonscription a été créée en 1785 et abolie en 1795. Comme il s'agissait d'un scrutin plurinominal majoritaire, six candidats pouvaient être élus à la même élection.